# Olav Bjaaland
Olav Olavson Bjaaland (Kviteseid, 5 marzo 1873 – 8 giugno 1961) è stato un combinatista nordico ed esploratore norvegese, uno dei primi cinque uomini ad aver raggiunto il Polo Sud con la Spedizione Amundsen.

## Biografia

### Carriera sciistica
Nato a Morgedal, nel comune di Kviteseid (Telemark) in Norvegia, Bjaaland fu, insieme ai fratelli Mikkjel e Torjus Hemmestveit, tra i migliori sciatori norvegesi della fine XIX secolo. Nel 1902 vinse la combinata nordica del Trofeo Holmenkollen, il più prestigioso evento dell'epoca per lo sci nordico.

### Carriera da esploratore
Nel 1909 fu invitato, insieme ad altri cinque sciatori norvegesi, in Francia per competere con i migliori sciatori del resto dell'Europa. Durante il viaggio incontrò Roald Amundsen che lo invitò a prender parte alla sua prossima avventura al Polo Nord. Bjaaland accettò e salpò da Oslo a bordo della nave Fram il 7 giugno 1910. Quando Amundsen rivelò all'equipaggio che il vero obiettivo era il Polo Sud in competizione con la spedizione di Robert Scott, Bjaaland esclamò:
Le doti di carpentiere di Bjaaland si rivelarono molto importanti per la spedizione: riuscendo infatti a ridurre di un terzo il peso delle slitte acquistate ad Oslo, da 75 a 22 kg, senza sacrificare elasticità o resistenza diede un vantaggio considerevole ai suoi compagni, visto che Robert Scott era equipaggiato con lo stesso tipo di slitta, ma non si era curato di perfezionarlo. Durante il viaggio verso il Polo Bjaaland ricoprì spesso il ruolo di apripista per dare ai cani un'indicazione sul percorso da seguire e divenendo presto noto tra i compagni per riuscire a sciare lasciando tracce quasi perfettamente parallele.
Dopo aver conquistato il Polo ed esser tornato in Norvegia Bjaaland venne invitato alla ricerca del passaggio a Nord Est con Amundsen, ma rifiutò. Successivamente tornò nel Telemark dove, grazie a un prestito di Amundsen, aprì una fabbrica di sci.
Nel 1961 Bjaaland morì pacificamente all'età di 88 anni. Dei primi cinque uomini che hanno raggiunto il Polo Sud, Bjaaland è stato l'unico ad aver potuto vedere i progressi fatti in Antartide durante l'Anno Internazionale di Geofisica.

## Palmarès

### Trofeo Holmenkollen
- 1 trofeo (nel 1902)

## Riconoscimenti
Nel 1912 Bjaaland venne insignito della medaglia Holmenkollen, uno dei maggiori riconoscimenti per uno sciatore. Nel 1952 fu tedoforo nei pressi di Morgedal per i VI Giochi olimpici invernali di Oslo.